# Ор-Сіті (Техас)
Ор-Сіті (англ. Ore City) — місто (англ. city) в США, в окрузі Апшер штату Техас. Населення — 1108 осіб (2020).

## Географія
Ор-Сіті розташований за координатами 32°48′5″ пн. ш. 94°43′2″ зх. д. / 32.80139° пн. ш. 94.71722° зх. д. (32.801470, -94.717182).  За даними Бюро перепису населення США в 2010 році місто мало площу 5,45 км², з яких 5,38 км² — суходіл та 0,08 км² — водойми.

## Демографія
Згідно з переписом 2010 року, у місті мешкали 1144 особи в 436 домогосподарствах у складі 300 родин. Густота населення становила 210 осіб/км².  Було 468 помешкань (86/км²).
Расовий склад населення:
| - 85,0 % — білих - 7,3 % — чорних або афроамериканців - 1,4 % — корінних американців - 1,3 % — азіатів - 3,7 % — осіб інших рас |

До двох чи більше рас належало 1,3 %. Частка іспаномовних становила 10,1 % від усіх жителів.
За віковим діапазоном населення розподілялося таким чином: 27,9 % — особи молодші 18 років, 58,1 % — особи у віці 18—64 років, 14,0 % — особи у віці 65 років та старші. Медіана віку мешканця становила 35,6 року. На 100 осіб жіночої статі у місті припадало 99,0 чоловіків;  на 100 жінок у віці від 18 років та старших — 96,9 чоловіків також старших 18 років.
Середній дохід на одне домашнє господарство  становив 47 459 доларів США (медіана — 38 250), а середній дохід на одну сім'ю — 63 528 доларів (медіана — 57 045). Медіана доходів становила 43 816 доларів для чоловіків та 31 648 доларів для жінок. За межею бідності перебувало 16,7 % осіб, у тому числі 9,6 % дітей у віці до 18 років та 10,1 % осіб у віці 65 років та старших.
Цивільне працевлаштоване населення становило 367 осіб. Основні галузі зайнятості: виробництво — 30,0 %, освіта, охорона здоров'я та соціальна допомога — 20,7 %, роздрібна торгівля — 16,3 %.